# Корушка
Коро́шка или Слове́нская Коро́шка (словен. Koroška, Slovenska Koroška) — исторический и географический регион Словении. В некоторых источниках фигурирует как «Словенская Каринтия». Ведёт свою историю с IX века, когда появилось герцогство Каринтия. Во времена существования Югославии относился сначала к Дравской бановине, а после Второй мировой войны вошёл в состав СР Словении.

## География
На территории Корошки расположены три долины: Межичкая, Дравская и Мислиньская. Горные системы: Погорье, Караванка и Савиньские Альпы. Крупнейшие города: Дравоград, Равне-на-Корошкем, Чрна-на-Корошкем, Межица и Превалье. Корошка сама делится на восточный край около Дравограда (Дравская и Мислинская долина) и на западный край, который охватывает город Езерско близ Краня.

## Экономика
Основные статьи дохода региона — это лесоводство, агротуризм и животноводство. В окрестности Езерска на оздоровительные мероприятия часто приезжают люди, страдающие глазными болезнями.